# 王麟 (弘治進士)
王麟（1463年—？），字體仁，湖廣黄州府黄冈县人，军籍，明朝政治人物。

## 生平
弘治二年（1489年）己酉科湖廣鄉試第七十三名舉人。弘治十二年（1499年）中式己未科會試第一百八十六名，三甲第一百四十三名進士。官封丘知县

## 家族
曾祖王仲斌；祖王思旻，州同知；父王文凱。母陶氏。具庆下。兄王珊。弟王凤、王琏、王宝、王济（贡士）。